# Moschea Bibi-Heybat
La Moschea Bibi-Heybat (in azero: Bibiheybət məscidi) è una moschea storica di Baku, in Azerbaigian. La struttura esistente, costruita negli anni '90, è una ricreazione dell'omonima moschea costruita nel XIII secolo da Farrukhzad II Ibn Ahsitan II della dinastia degli Shirvanshah, che fu completamente distrutta dai bolscevichi nel 1936.
La Moschea Bibi-Heybat include la tomba di Ukeyma Khanum (un discendente di Maometto), e oggi è il centro spirituale per i musulmani della regione e uno dei principali monumenti dell'architettura islamica in Azerbaigian.
È conosciuta localmente come "la moschea di Fatima", come la chiamò Alexandre Dumas quando la descrisse durante la sua visita negli anni '50 dell'Ottocento.

## Storia
La moschea è stata costruita sulla tomba della figlia del settimo imam sciita, Musa al-Kazim, fuggita a Baku dalla persecuzione dei califfi. Sulla tomba è scolpita un'iscrizione in pietra che indica che Ukeyma Khanum appartiene alla sacra famiglia: "Qui fu sepolta Ukeyma Khanum, una discendente del Profeta Muhammad, la nipote del sesto Imam Ja'far al-Sadiq, la figlia di il Settimo Imam Musei Kazym, sorella dell'ottavo Imam Riza".

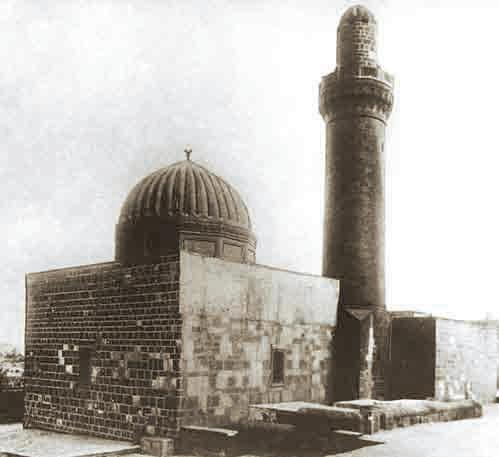
Vista della vecchia moschea prima del restauro nel 1911.

Sulla base degli scritti sul muro sud di una moschea, gli storici attribuiscono la costruzione alla fine del XIII secolo. L'iscrizione in arabo sul muro della moschea recita: "L'opera Mahmud ibn Sa'ad", che è lo stesso architetto che ha costruito la fortezza di Nardaran vicino a Baku.
Haji Sheikh Sharif fu tra i tanti musulmani sepolti vicino alla moschea. Arrivò a Baku per diffondere il sufismo e trascorse il resto della sua vita in questa moschea.
Il famoso scrittore francese Alexandre Dumas, che ha visitato la moschea nel 1840, ha scritto: La moschea - un luogo di culto per le donne infertili, vengono qui a piedi, adorano e entro un anno acquisiscono la capacità di partorire.
La menzione della moschea si trova anche nelle opere di esploratori e viaggiatori locali ed europei, come Abbasgulu Bakikhanov, Il'ja Berezin, Johannes Albrecht Bernhard Dorn, Nikolaj Vladimirovič Chanykov e Evgenij Pachomov.
Nel 1911, Alasgar Agha Dadashov con l'architetto Haji Najaf costruì un nuovo edificio della moschea. Inoltre, la ricostruzione della tomba e della vecchia moschea ha assunto una forma cubica.

## La distruzione della moschea

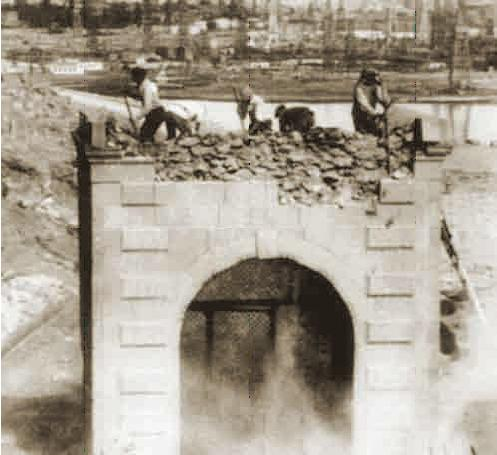
La distruzione della moschea da parte dei bolscevichi nel 1936.

Dopo l'istituzione del potere sovietico in Azerbaigian nel 1920, i bolscevichi iniziarono a scagliarsi contro la religione. La Moschea Bibi-Heybat, insieme alla Cattedrale russo-ortodossa di Aleksandr Nevskij di Baku e la Chiesa cattolica romana dell'Immacolata Concezione, divennero un obiettivo per il nuovo regime. La moschea fu fatta saltare in aria nel 1934 a seguito della campagna antireligiosa sovietica.
Solo dopo la distruzione della moschea, nello stesso anno a Mosca, il governo sovietico decise di conservare i monumenti architettonici di importanza storica, mentre l'amministratore di Azkomstarisa Salamov fu condannato a 20 anni di esilio in Siberia per la distruzione della moschea.

## Restauro della moschea
Nel 1994, dopo che l'Azerbaigian ottenne l'indipendenza, l'allora presidente Heydər Əliyev ordinò la costruzione di un nuovo edificio per la moschea Bibi-Heybat nello stesso luogo in cui fu distrutta. La disposizione e le dimensioni del complesso erano state restaurate nel 1980 sulla base di fotografie scattate poco prima dell'esplosione. Anche le registrazioni di vari viaggiatori, compreso l'importante ruolo svolto da un piccolo articolo di G. Sadig, scritto nel 1925, che descriveva le condizioni del complesso della moschea a metà degli anni '20, hanno svolto un ruolo chiave nel restauro della moschea.
L'11 luglio 1997 si è tenuta una cerimonia di onore, alla presenza del presidente Heydər Əliyev. Nel maggio 1999 si è tenuta l'inaugurazione della nuova moschea.
La moschea è stata ricostruita e ampliata con decreto presidenziale nel 2005. Sono state costruite nuove sale per assicurare la comodità dei pellegrini.

## Architettura

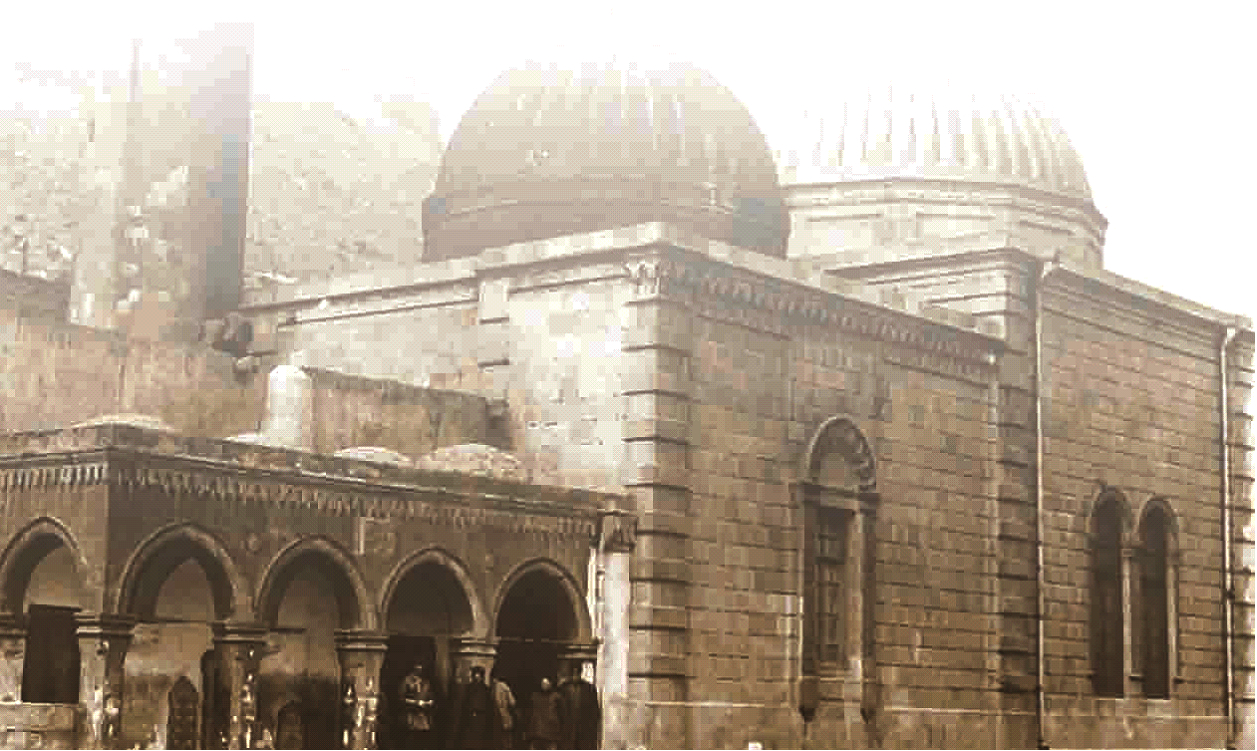
La moschea all'inizio del XX secolo.

La vecchia moschea era situata nella parte meridionale della tomba, mentre vi era una moschea con un minareto di 20 metri nella parte ovest della stessa. Successivamente una cripta e due nicchie furono aggiunte alla moschea a sud del minareto. Sulle nicchie c'erano iscrizioni contenenti il nome di Fatali Khan, la cui lastra di marmo della lapide si trova adesso nel Museo statale di storia dell'Azerbaigian.
Dal 1305 al 1313, Mahmud Ibn Saad costruì i minareti della moschea. La parte superiore del filo e delle stalattiti, sono sollevate da un piccolo pilastro e sormontate da una cupola semicircolare di Rebrov. I minareti della ringhiera erano modellati con griglia in pietra. Studi grafici hanno dimostrato che l'altezza del minareto era di circa 22 m.
Il ricco interno del complesso era decorato con ornamenti. L'interno della moschea comprendeva una stanza rettangolare oblunga con un arco a sesto acuto. Sotto la cupola, c'erano candelieri (shamdan), e un gancio a cui era appeso e circondato da vetri colorati.
Sul lato nord del minareto e della moschea immediatamente adiacente alla tomba, c'era un'iscrizione scoperta da Johannes Albrecht Bernhard Dorn. Dall'iscrizione era chiaro che questo mausoleo fu costruito nel 1619 e qui sepolto dallo sceicco Sharif Sheikh Bin Abid, che morì il giorno successivo dopo i lavori.

### Architettura della moschea restaurata
La moderna moschea restaurata è un classico esempio della scuola di architettura di Shirvan. La moschea ha tre cupole, che hanno mantenuto la forma tradizionale in ferro zincato ondulato della vecchia moschea e due minareti. Le cupole sono decorate con specchi verdi e turchesi, che sono delimitati da iscrizioni dorate del Corano. La sala di preghiera degli uomini si trova sul lato sud del complesso, mentre quello le donne sul lato nord. In mezzo a esse c'è il mausoleo.
I costruttori hanno utilizzato varietà locali di calcare come il Gulbaht. All'interno le pareti di sculture in marmo con iscrizioni calligrafiche come muhaggah, Suls, Jami-Suls, Kufic, kufi-shatrandzh, musalsag, sofa e tugra. Anche ampiamente utilizzate sono le composizioni ornamentali come islimi, shukyufa, Bandy-Rumi, zendzhiri Selcuk (catena Seljuk), Shamsi, Jafari e Achma-yumma.
La moschea è stata progettata dall'architetto azero Sanan Sultanov.

## Galleria d'immagini

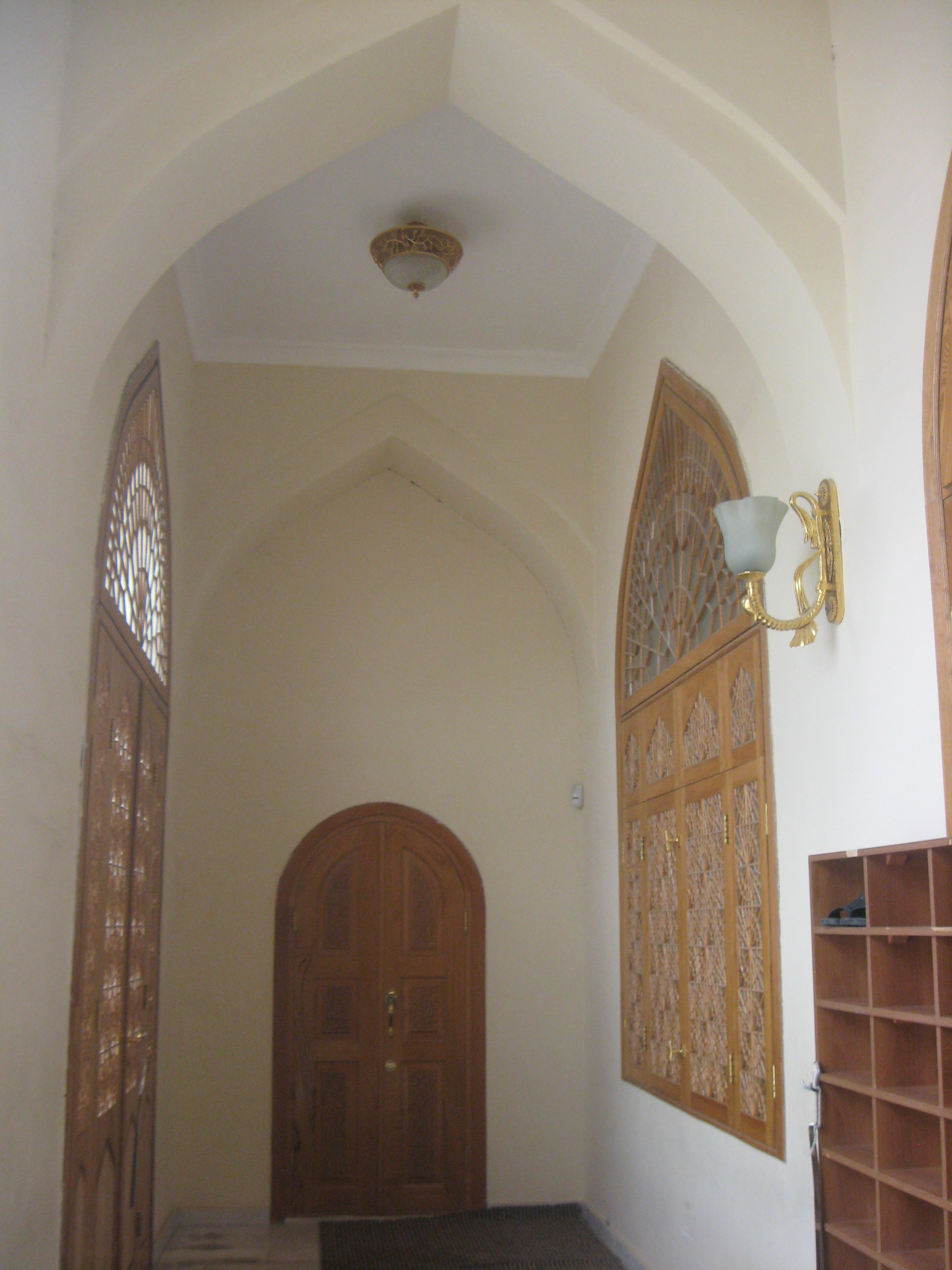
All'interno della moschea Bibi-Heybat
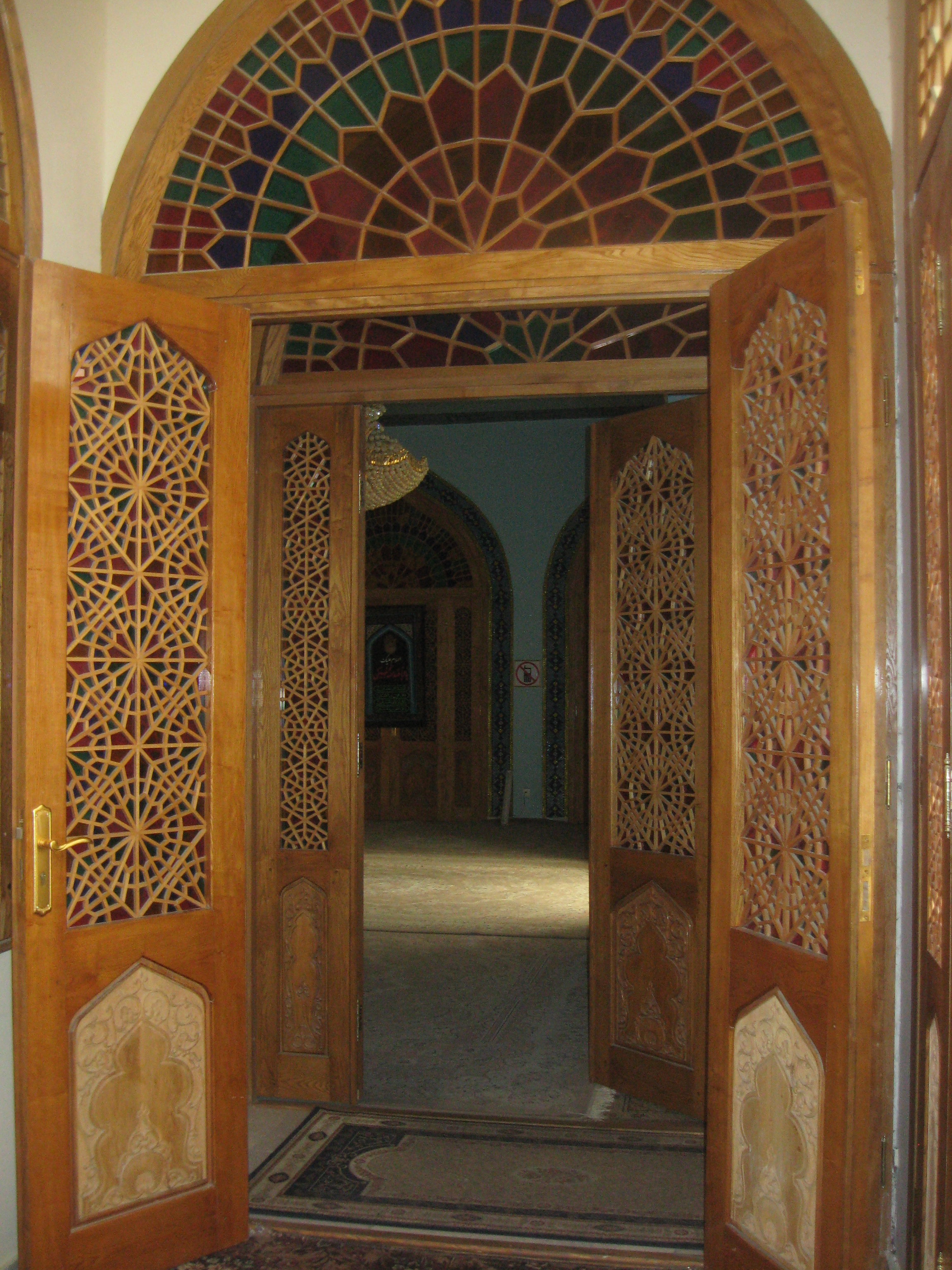
All'interno della moschea Bibi-Heybat
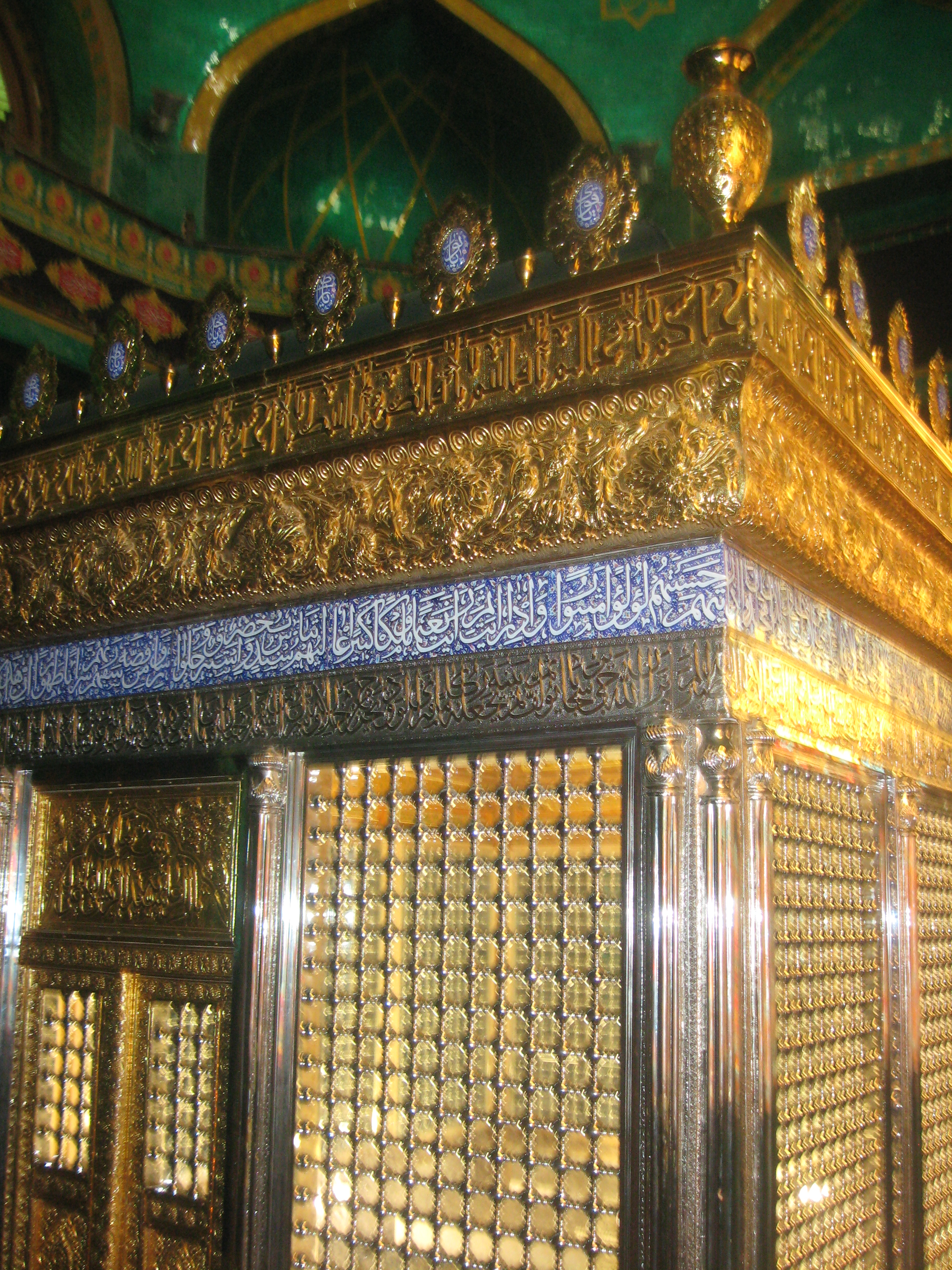
Tombe
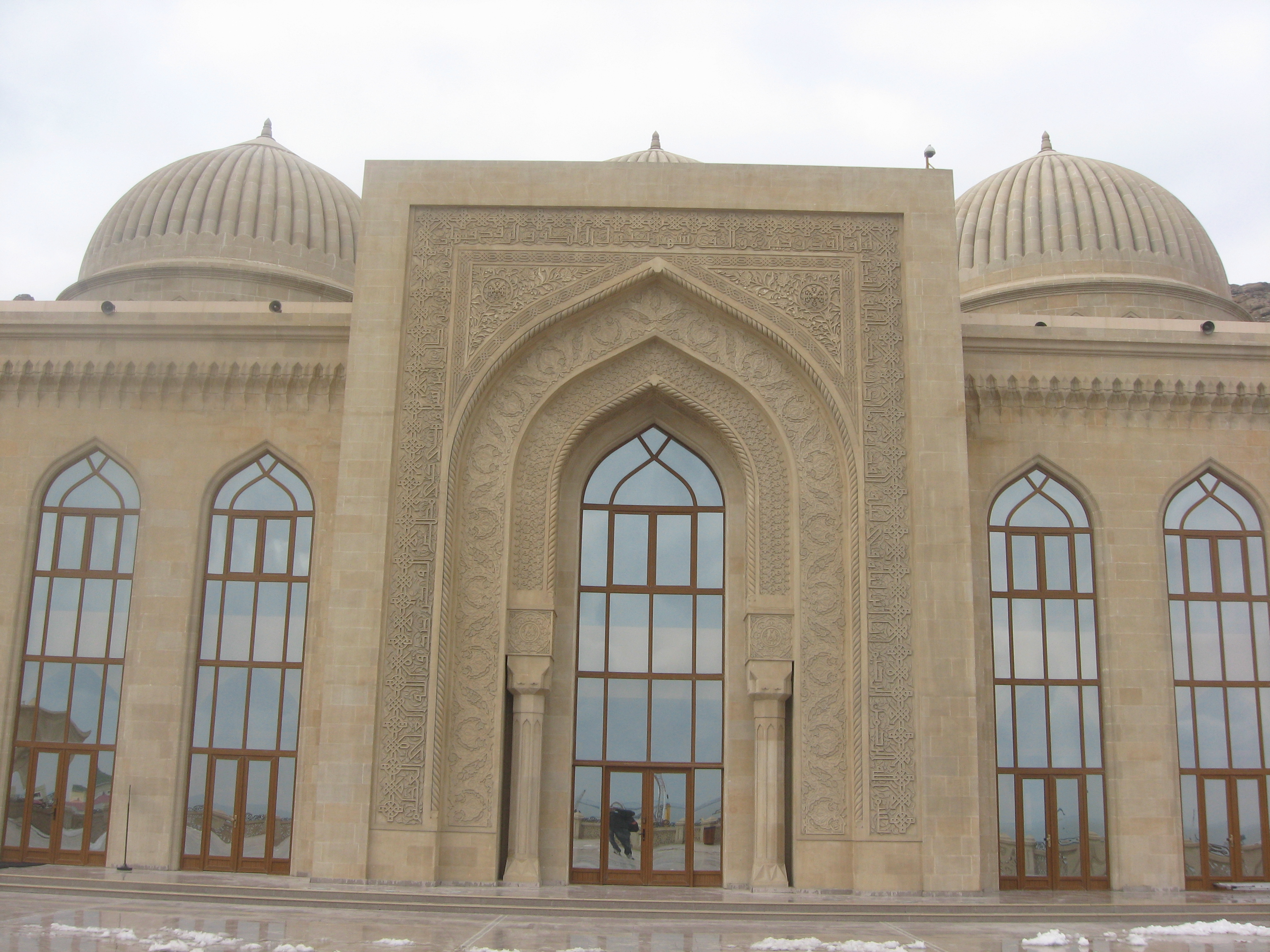
Ingresso della moschea
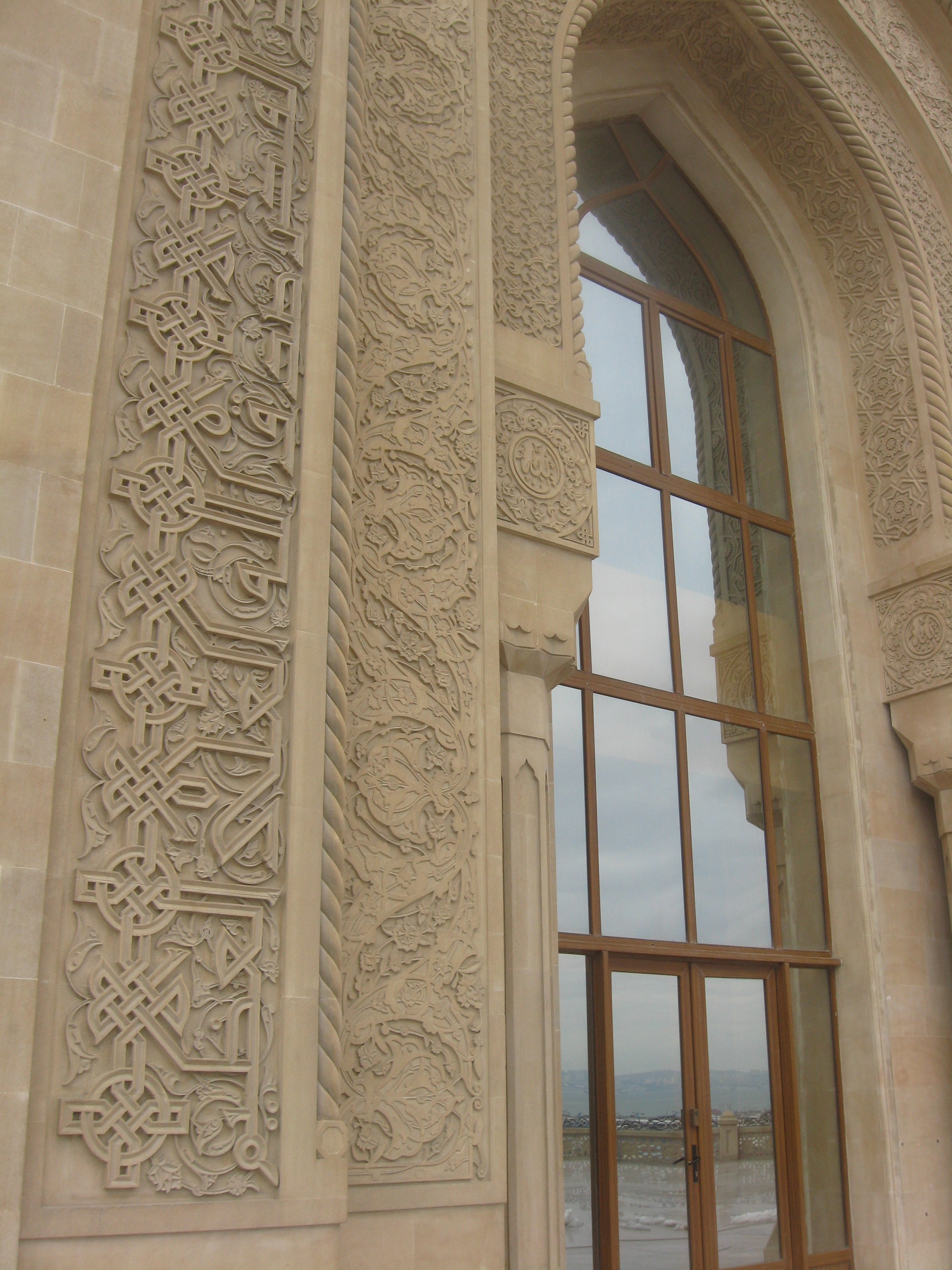
Design orientale
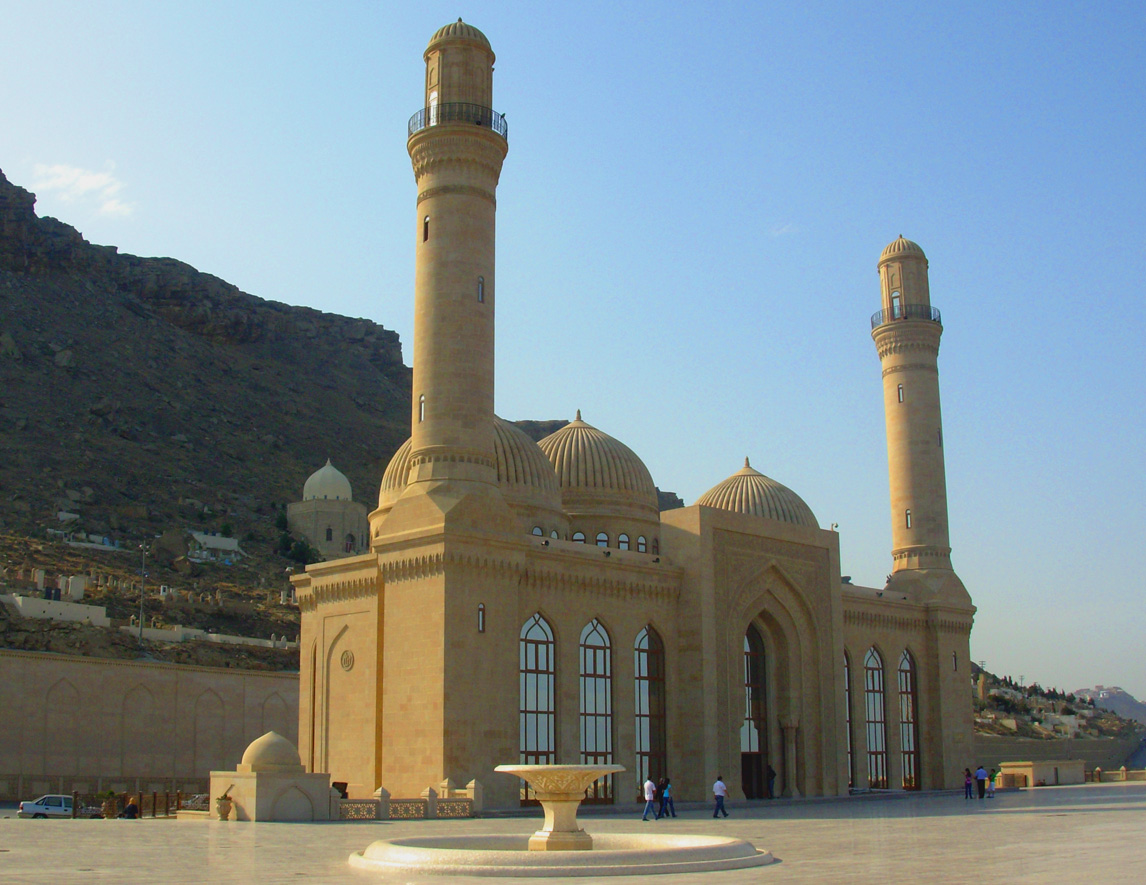
La moschea dopo il restauro nel 2008
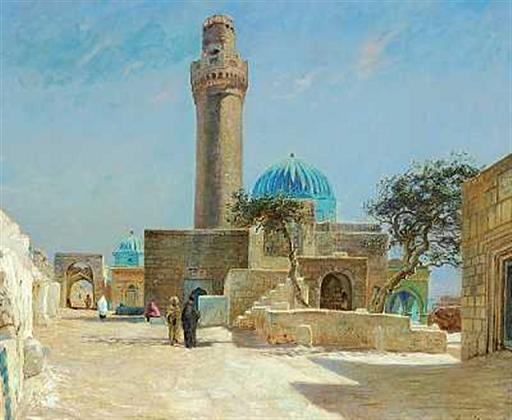
Illustrazione della moschea di Viggo Peter Olaf Langer